# Aaron Krickstein
Aaron Krickstein, né le 2 août 1967 à Ann Arbor (Michigan), est un joueur de tennis américain, professionnel de 1983 à 1996.
Aaron Krickstein a remporté neuf titres ATP en simple. Il a atteint les demi-finales de l'US Open 1989 et de l'Open d'Australie en 1995. Le 26 février 1990, Aaron Krickstein a atteint la 6e place du classement de l'ATP World Tour. Il reste à ce jour le plus jeune joueur à avoir remporté un tournoi ATP, à 16 ans et 2 mois, en octobre 1983, alors même qu'il n'était pas classé.
Il a été un des joueurs entrainés par Nick Bolletieri, après Jimmy Arias et avant André Agassi, qui a eu par la suite le succès que l'on connait.
Il est domicilié à Grosse Pointe.

## Style de jeu
Le jeu d'Aaron Krickstein est basé sur un énorme coup droit, plus frappé que lifté, indéniablement son point fort. Joueur de fond du court par excellence, avec un revers à deux mains, il ne monte que rarement au filet. Cependant, au cours des années, son jeu a évolué, notamment au service et à la volée. Malgré son jeu de fond du court, il a toujours été plus à l'aise sur dur que sur terre battue, malgré une finale en 1992 au Master de Monte-Carlo, battu par Thomas Muster.
Très résistant physiquement et particulièrement à l'aise dans les matches en 5 sets, il a été surnommé "Marathon Man". Sur 35 matches joués en 5 sets dans sa carrière, il en gagné 27. Surtout, il a remonté 10 fois la perte des 2 premières manches pour ensuite gagner la partie.

## Palmarès

### Titres ATP en simple messieurs
| No | Date       | Nom et lieu du tournoi                     | Catégorie    | Dotation  | Surface         | Finaliste        | Score         |          |
| -- | ---------- | ------------------------------------------ | ------------ | --------- | --------------- | ---------------- | ------------- | -------- |
| 1  | 10-10-1983 | Tournoi de tennis de Tel Aviv, Tel Aviv    |              | 75 000 $  | Dur (ext.)      | Christoph Zipf   | 7-6, 6-3      |          |
| 2  | 16-07-1984 | Tournoi de tennis US Pro, Boston           |              | 200 000 $ | Terre (ext.)    | José Luis Clerc  | 7-6, 3-6, 6-4 |          |
| 3  | 10-09-1984 | Tournoi de tennis de Tel Aviv, Tel Aviv    |              | 75 000 $  | Dur (ext.)      | Shahar Perkiss   | 6-4, 6-1      |          |
| 4  | 17-09-1984 | Martini Open, Genève                       |              | 100 000 $ | Terre (ext.)    | Henrik Sundström | 6-7, 6-1, 6-4 |          |
| 5  | 09-01-1989 | New South Wales Open, Sydney               |              | 115 000 $ | Dur (ext.)      | Andreï Cherkasov | 6-4, 6-2      | Parcours |
| 6  | 18-09-1989 | Volvo Tennis, Los Angeles                  |              | 297 500 $ | Dur (ext.)      | Michael Chang    | 2-6, 6-4, 6-2 |          |
| 7  | 16-10-1989 | Seiko Super Tennis, Tokyo                  |              | 500 000 $ | Moquette (int.) | Carl-Uwe Steeb   | 6-2, 6-2      |          |
| 8  | 30-03-1992 | Panasonic South African Open, Johannesburg | World Series | 270 000 $ | Dur (ext.)      | Aleksandr Volkov | 6-4, 6-4      |          |
| 9  | 29-03-1993 | South African Open, Durban                 | World Series | 275 000 $ | Dur (ext.)      | Grant Stafford   | 6-3, 7-6      |          |

### Finales en simple messieurs
| No | Date       | Nom et lieu du tournoi                    | Catégorie              | Dotation    | Surface         | Vainqueur      | Score              |  |
| -- | ---------- | ----------------------------------------- | ---------------------- | ----------- | --------------- | -------------- | ------------------ |  |
| 1  | 14-05-1984 | Italian Open, Rome                        | Championship Series    | 300 000 $   | Terre (ext.)    | Andrés Gómez   | 2-6, 6-1, 6-2, 6-2 |  |
| 2  | 23-07-1984 | Sovran Bank Classic, Washington           |                        | 200 000 $   | Terre (ext.)    | Andrés Gómez   | 6-2, 6-2           |  |
| 3  | 18-11-1985 | Tournoi de tennis de Hong Kong, Hong Kong |                        | 200 000 $   | Dur (ext.)      | Andrés Gómez   | 6-3, 6-3, 3-6, 6-4 |  |
| 4  | 06-10-1986 | Tournoi de tennis de Tel Aviv, Tel Aviv   |                        | 85 000 $    | Dur (ext.)      | Brad Gilbert   | 7-5, 6-2           |  |
| 5  | 10-10-1988 | Tournoi de tennis de Tel Aviv, Tel Aviv   |                        | 95 000 $    | Dur (ext.)      | Brad Gilbert   | 4-6, 7-6, 6-2      |  |
| 6  | 14-11-1988 | Little Caesars Championship, Détroit      |                        | 297 500 $   | Moquette (int.) | John McEnroe   | 7-5, 6-2           |  |
| 7  | 09-04-1990 | Tournoi de tennis du Japon, Tokyo         |                        | 825 000 $   | Dur (ext.)      | Stefan Edberg  | 6-4, 7-5           |  |
| 8  | 24-09-1990 | Queensland Open, Brisbane                 | World Series           | 225 000 $   | Dur (ext.)      | Brad Gilbert   | 6-3, 6-1           |  |
| 9  | 23-09-1991 | Queensland Open, Brisbane                 | World Series           | 225 000 $   | Dur (ext.)      | Gianluca Pozzi | 6-3, 7-64          |  |
| 10 | 20-04-1992 | Monte-Carlo Open, Monte-Carlo             | Championship Series SW | 1 020 000 $ | Terre (ext.)    | Thomas Muster  | 6-3, 6-1, 6-3      |  |

## Autres résultats
- US Open : demi-finaliste en 1989
- Open d'Australie : demi-finaliste en 1995
- Tournoi de tennis d'Anvers : vainqueur en 1991
- Masters de Paris-Bercy : demi-finaliste en 1989
- Masters de Madrid : demi-finaliste en 1991
- Masters de Monte-Carlo : demi-finaliste en 1985
- Masters d'Indian Wells : demi-finaliste en 1994
- Masters de Cincinnati : demi-finaliste en 1988

## Parcours dans les tournois duGrand Chelem

### En simple
| Année | Open d'Australie | Open d'Australie | Internationaux de France | Internationaux de France | Wimbledon       | Wimbledon     | US Open         | US Open        | Open d'Australie | Open d'Australie |
| ----- | ---------------- | ---------------- | ------------------------ | ------------------------ | --------------- | ------------- | --------------- | -------------- | ---------------- | ---------------- |
| 1983  | n.o.             | n.o.             | —                        | —                        | —               | —             | 1/8 de finale   | Y. Noah        | —                | —                |
| 1984  | n.o.             | n.o.             | 2e tour (1/32)           | W. Fibak                 | —               | —             | 3e tour (1/16)  | G. Holmes      | —                | —                |
| 1985  | n.o.             | n.o.             | 1/8 de finale            | I. Lendl                 | 1er tour (1/64) | B. Schultz    | —               | —              | —                | —                |
| 1986  | n.o.             | n.o.             | 2e tour (1/32)           | M. Wilander              | —               | —             | 1/8 de finale   | H. Leconte     | n.o.             | n.o.             |
| 1987  | —                | —                | 3e tour (1/16)           | M. Wilander              | —               | —             | —               | —              | n.o.             | n.o.             |
| 1988  | —                | —                | 1er tour (1/64)          | S. Živojinović           | —               | —             | 1/4 de finale   | D. Cahill      | n.o.             | n.o.             |
| 1989  | 1/8 de finale    | J. McEnroe       | 2e tour (1/32)           | M. Woodforde             | 1/8 de finale   | Bo. Becker    | 1/2 finale      | Bo. Becker     | n.o.             | n.o.             |
| 1990  | 1/8 de finale    | D. Wheaton       | 3e tour (1/16)           | K. Nováček               | —               | —             | 1/4 de finale   | Bo. Becker     | n.o.             | n.o.             |
| 1991  | 1/8 de finale    | I. Lendl         | 2e tour (1/32)           | M. Gustafsson            | 2e tour (1/32)  | J. Connors    | 1/8 de finale   | J. Connors     | n.o.             | n.o.             |
| 1992  | 1/8 de finale    | A. Mansdorf      | 3e tour (1/16)           | M. Filippini             | —               | —             | —               | —              | n.o.             | n.o.             |
| 1993  | —                | —                | 2e tour (1/32)           | S. Edberg                | 3e tour (1/16)  | H. Leconte    | 2e tour (1/32)  | T. Muster      | n.o.             | n.o.             |
| 1994  | 3e tour (1/16)   | G. Ivanišević    | 1/8 de finale            | H. Dreekmann             | 3e tour (1/16)  | A. Agassi     | 1er tour (1/64) | J. Courier     | n.o.             | n.o.             |
| 1995  | 1/2 finale       | A. Agassi        | 1er tour (1/64)          | A. Chesnokov             | 1/8 de finale   | I. Kafelnikov | 2e tour (1/32)  | J. Stoltenberg | n.o.             | n.o.             |
| 1996  | 1er tour (1/64)  | M. Tillström     | —                        | —                        | —               | —             | —               | —              | n.o.             | n.o.             |

N.B. : à droite du résultat se trouve le nom de l'ultime adversaire.

### En double
| Année | Open d'Australie | Open d'Australie | Internationaux de France | Internationaux de France | Wimbledon | Wimbledon | US Open | US Open |
| ----- | ---------------- | ---------------- | ------------------------ | ------------------------ | --------- | --------- | ------- | ------- |
| 1987  | —                | —                | 1er tour (1/32) J. Yzaga | J. López Maeso A. Tous   | —         | —         | —       | —       |

N.B. : le nom du ou de la partenaire se trouve sous le résultat ; le nom des ultimes adversaires se trouve à droite.

## Parcours dans lesMasters 1000
| Année | Indian Wells             | Miami                  | Monte-Carlo        | Hambourg                 | Rome                    | Canada                      | Cincinnati               | Stockholm puis Essen puis Stuttgart | Paris                   |
| ----- | ------------------------ | ---------------------- | ------------------ | ------------------------ | ----------------------- | --------------------------- | ------------------------ | ----------------------------------- | ----------------------- |
| 1990  | 1/4 de finale J. Courier | 2e tour J. Hlasek      | 2e tour J. Arrese  | 1/8 de finale H. Leconte | 1/8 de finale G. Forget | —                           | 1/8 de finale J. Hlasek  | 2e tour M. Gustafsson               | 1/8 de finale S. Edberg |
| 1991  | —                        | 2e tour K. Curren      | —                  | 2e tour R. Agenor        | 2e tour C. Miniussi     | —                           | 2e tour M. Washington    | 1/2 finale S. Edberg                | —                       |
| 1992  | 1er tour C. Costa        | 2e tour D. Nargiso     | Finale T. Muster   | —                        | 1er tour C. Costa       | 1/4 de finale M. Washington | —                        | —                                   | —                       |
| 1993  | —                        | 2e tour A. Agassi      | 2e tour C. Pioline | —                        | —                       | 1/8 de finale I. Lendl      | 1/8 de finale P. Sampras | 2e tour Bo. Becker                  | —                       |
| 1994  | 1/2 finale P. Korda      | 1/8 de finale J. Grabb | —                  | 1er tour E. Sánchez      | 1er tour P. Sampras     | 2e tour C. Adams            | 2e tour M. Stich         | 1er tour G. Forget                  | 1er tour P. Korda       |
| 1995  | 1er tour P. Korda        | 3e tour P. Kilderry    | 1er tour F. Clavet | —                        | —                       | 2e tour S. Bruguera         | 1er tour P. Korda        | 1er tour M. Gustafsson              | 1er tour H. Leconte     |
| 1996  | —                        | 1er tour W. Kowalski   | —                  | —                        | —                       | —                           | —                        | —                                   | —                       |

N.B. : sous le résultat se trouve le nom de l’ultime adversaire.